# 털리오 카미나티

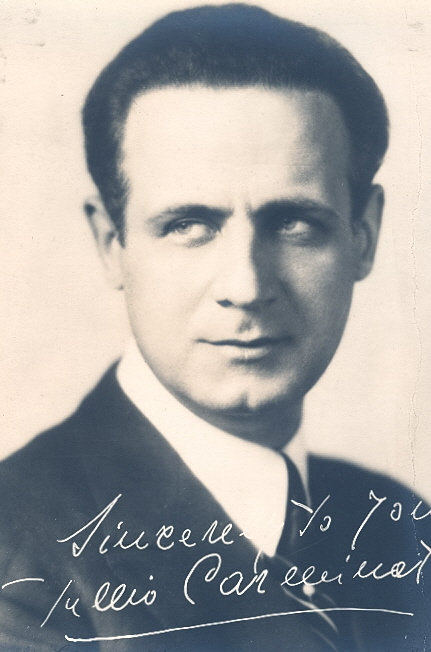

털리오 카미나티(Tullio Carminati, 1894년 9월 21일 ~ 1971년 2월 26일)는 이탈리아의 배우, 영화배우이다. 본명은 Count(백작) Tullio Caminati de Brambilla.
오스트리아-헝가리 제국 자라에서 태어났으며, 1963년 은퇴, 이후 이탈리아 로마에서 사망하였다. 사인은 뇌졸중이다.
조선일보 1936년 9월 8일자에는 여배우로 잘못 소개되기도 했다.

## 영화
- 더 카디널 (1963년)
- 청춘의 모험 (1962년)
- 엘 시드 (1961년)
- 전쟁과 평화 (1956년)
- 로마의 휴일 (1953년)
- 파리 인 스프링 (1935년)
- 물랑 루즈 (1934년)
- 원 나잇 오브 러브 (1934년)